# Gouvernement Sharett I
État d'Israël
Ben Gourion IV Sharett II
Le gouvernement Sharett I est le cinquième gouvernement d'Israël et a été formé par Moshé Sharett le 26 janvier 1954, lors de la deuxième Knesset. 
C'est le premier gouvernement qui n'est pas dirigé par David Ben Gourion depuis la création de l'État d'Israël. Il est composé de 15 ministres et de 2 ministres délégués.

## Historique et coalition

### Formation
Au sein de son gouvernement, Moshé Sharett conserve les mêmes partenaires de coalition que lors du quatrième gouvernement de Ben Gourion ; , à savoir le Mapaï, les Sionistes généraux, le Parti progressiste, Mizrachi, Hapoel Hamizrahi, la Liste démocratique pour les Arabes israéliens, le Progrès et Travail et l'Agriculture et Développement.
Les seuls changements par rapport au gouvernement précédent sont la nomination de Sharett à la fonction de Premier ministre, Pinhas Lavon change de portefeuille et devient ministre de la Défense, tandis que Zalman Aran est nommé ministre sans portefeuille et la suppression de deux ministères délégués.
Lors de la formation du gouvernement, le ministre de la Justice nommé Pinchas Rosen n'a pas initialement rejoint le gouvernement en raison d'un projet visant à augmenter le seuil électoral aux élections, auquel s'est opposé le Parti progressiste. Après qu'il fut convenu de geler la réforme, Rosen revint le 1er février 1954.

### Incapacité politique de Sharett et démission
La courte période de Moshé Sharett à la tête du gouvernement a été caractérisée par une incapacité politique. Il n'a pas réussi à prendre le contrôle des mécanismes de sécurité. 
Rien n'était plus éloigné de sa doctrine politique modérée et prudente que « l'Affaire Lavon », une opération de sabotage en Égypte concoctée sans même qu'il ne soit tenu au courant. Il n'a pas soutenu sans réserve les actions de représailles de l'époque, au cours desquelles l'armée israélienne a tué près de 200 soldats égyptiens, en réponse aux meurtres commis par des Fedayin à l'intérieur du pays. 
L'influence de Ben Gourion sur le système politique, qui n'a pas diminué même après sa démission de ses fonctions de Premier ministre et de ministre de la Défense lui ont rendu la tâche difficile, car le nouveau ministre de la Défense Pinhas Lavon et le chef d'état-major Moshe Dayan n'ont pas tenu compte des ordres de Sharett. Après la démission de Levon, Sharett a nommé Ben Gourion au poste de ministre de la Défense, ce qui a davantage affaibli sa position.
Au début du mandat de Moshé Sharett a eu lieu le massacre de Ma'aleh Aqrabbim, au cours duquel 11 passagers d'un bus voyageant d'Eilat à Tel-Aviv ont été assassinés. Cet acte de terrorisme a provoqué un profond choc et une grande colère dans l’opinion publique. Sharett s'est initialement opposé à des représailles, mais d'autres meurtres ont conduit à des représailles contre la Jordanie.
Le gouvernement démissionne le 29 juin 1955, lorsqu'après un vote de défiance contre le gouvernement (qui fut rejetée) à la suite du procès Kastner, au cours duquel les ministres des sionistes généraux furent empêchés de voter[réf. nécessaire], Sharett démissionna de son poste (car à cette époque la loi n'autorisait pas la révocation des ministres) et forma ce jour-là un nouveau gouvernement, qui servit pendant une courte période jusqu'aux élections de la troisième Knesset.

## Composition
- Les nouveaux ministres sont indiqués en gras, ceux ayant changé d'attributions en italique.

| Image | Portefeuille                                             | Titulaire | Titulaire                               | Parti                |
| ----- | -------------------------------------------------------- | --------- | --------------------------------------- | -------------------- |
|       | Premier ministre Ministre des Affaires étrangères        |           | Moshé Sharett                           | Mapaï                |
|       | Ministre de l'Agriculture                                |           | Peretz Naftali (en)                     | Mapaï                |
|       | Ministre du Développement                                |           | Dov Yossef                              | Mapaï                |
|       | Ministre de l'Éducation et de la Culture                 |           | Ben-Zion Dinur                          | Mapaï                |
|       | Ministre de la Défense                                   |           | Pinhas Lavon (jusqu'au 21 février 1955) | Mapaï                |
|       | Ministre de la Défense                                   |           | David Ben Gourion                       | Mapaï                |
|       | Ministre des Finances                                    |           | Levi Eshkol                             | Mapaï                |
|       | Ministre de la Santé                                     |           | Yosef Serlin (en)                       | Sionistes généraux   |
|       | Ministre de l'Intérieur                                  |           | Israel Rokach                           | Sionistes généraux   |
|       | Ministre de la Justice                                   |           | Pinhas Rosen                            | Parti progressiste   |
|       | Ministre du Travail                                      |           | Golda Meir                              | Mapaï                |
|       | Ministre de la Police                                    |           | Bechor-Shalom Sheetrit                  | Mapaï                |
|       | Ministre des Postes                                      |           | Yosef Burg                              | Hapoel Hamizrahi     |
|       | Ministre des Religions Ministre de la Protection sociale |           | Haim-Moshe Shapira                      | Hapoel Hamizrahi     |
|       | Ministre du Commerce et de l'Industrie                   |           | Peretz Bernstein                        | Sionistes généraux   |
|       | Ministre des Transports                                  |           | Yosef Sapir (en)                        | Sionistes généraux   |
|       | Ministre sans portefeuille                               |           | Zalman Aran                             | Mapaï                |
|       | Ministre délégué à l'Éducation et à la Culture           |           | Kalman Kahana                           | Poale Agoudat Israel |
|       | Ministre délégué du Commerce et de l'Industrie           |           | Zalman Susayeff (en)                    | Sionistes généraux   |